# Turok: Dinosaur Hunter
Turok: Dinosaur Hunter — відеогра у жанрі шутера від першої особи, розроблена компанією Iguana Entertainment та видана видавництвом Acclaim для консолі Nintendo 64 і Microsoft Windows. Реліз в Північній Америці та Європі відбувся в 1997 році. Turok є адаптацією однойменної серії коміксів Valiant Comics. Гравець керує Туроком, індіанським воїном, який повинен зупинити злого Кампаньєра від завоювання всесвіту за допомогою стародавньої та потужної зброї.
Як перша гра розроблена Acclaim для Nintendo 64, Turok була частиною стратегічного плану внутрішньої розробки ігор та ліцензування продукції; Acclaim отримала права на Turok, придбавши Valiant Comics у 1994 році, перейменувавши її в Acclaim Comics. Потерпаючи від фінансових проблем, Acclaim покладалася на Turok як на спосіб вирішення проблеми. Iguana виходила за графічні можливості Nintendo 64, і була змушена стискати або вирізати елементи, аби вмістити гру на 8-мегабайтні картриджі. Присутні вади змусили відкласти вихід гри з вересня 1996 року на січень 1997 року.
Turok отримала позитивне сприйняття. Ставши однією з найпопулярніших ігор для консолі одразу після виходу, отримавши схвальні відгуки за свою графіку та еволюцію жанру. Скарги стосувались переважно уповільнення графіки, спричиненому появою кількох ворогів на екрані та місцями незручними елементами керування. Гра була розпродана тиражем у 1,5 мільйона копій і збільшила продажі Nintendo 64. Turok розпочала відеоігрову франшизу, зокрема пряме продовження під назвою Turok 2: Seeds of Evil у 1998 році та приквел Turok: Evolution у 2002 році. Ремастер гри від Nightdive Studios було випущено через цифрове розповсюдження для Microsoft Windows у 2015 році, після чого відбувся реліз для OS X у 2016, реліз для Xbox One і Linux у 2018, реліз для Nintendo Switch у 2019 і реліз для PlayStation 4 у 2021 році. Оригінальна гра також була перевипущена для Nintendo Switch Online + Expansion Pack через програму Mature 17+ у червні 2024 року.

## Ігровий процес

Динозавр атакує персонажа гравця, що тримає дробовик. Ефект туману обмежує видимість у невеликому радіусі навколо гравця.

Гра від першої особи, 3D-графіка та стиль гри поєднує відеоігрові елементи Doom із механікою дослідження Tomb Raider. Гравці починають гру на центральному рівні-хабі, з порталами до семи інших рівнів. Гравець повинен знайти ключі, розкидані по рівнях. Коли достатня кількість ключів вставлена в замок центрального порталу, рівень розблоковується. Гравці досліджують великі, переважно розташовані в джунглях рівні, стрибаючи, плаваючи, лазячи, повзаючи та бігаючи.
Одне з головних завдань гравця — знайти частини реліквії, відомої як Хроноскіпетр; на кожному рівні є одна частина. Досліджуючи рівні, гравець бореться з різними ворогами, такими як браконьєри, бандити, місцеві воїни, динозаври, демони та комахи У грі присутні 13 видів зброї та Хроноскіпетр, від ножа та лука і до високотехнологічного озброєнням. Вся зброя окрім ножа потребує набої, що можуть випасти з вбитих ворогів або знайдені на рівнях. Вороги та боси мають кілька анімацій смерті, залежно від того, в яку ділянку тіла поцілив гравець. Швидке зникання предметів після смерті ворогів змушує гравця атакувати ворогів з близької відстані.
Здоров'я гравця відображається числом у нижній частині екрана. Коли гравець повністю здоровий, лічильник показує 100, тоді як падіння до 0 віднімає одне життя, а втрата останнього життя завершує гру . Збір очок «життєвої сили», розкиданих рівнями, збільшує кількість життів гравця на одне за кожні 100 накопичених очок. Гравці відновлюють здоров'я підбираючи бонуси, що можуть перевищити рівень здоров'я понад його максимум. Гравці також можуть отримати очки здоров'я, стріляючи в оленів або неворожих диких тварин.

## Сюжет
Гравець бере під свій контроль Тал'Сета (Турока), корінного американського воїна та мандрівника в часі. Мантія Турока передається спадково старшому чоловікові в кожному поколінні. Кожен Турок зобов'язаний захищати бар'єр між Землею та Загубленою Землею, первісним світом, де час не має значення. Зловісний володар, відомий як Кампаньєр, шукає стародавній артефакт, відомий як Хроноскіпетр, зброю настільки потужну, що її розбили на шматки, аби запобігти потраплянню в чужі руки. Він планує використати фокусувальний масив, щоб збільшити силу Хроноскіпетра та зруйнувати бар'єри, які розділяють епохи часу і керують всесвітом. Турок присягається знайти вісім частин Хроноскіпетра і перешкодити планам Кампаньєра.

## Сприйняття
| Агрегатор  | Оцінка | Оцінка |
| Агрегатор  | N64    | PC     |
| ---------- | ------ | ------ |
| Metacritic | 85/100 | Н/Д    |

| Видання                    | Оцінка          | Оцінка |
| Видання                    | N64             | PC     |
| -------------------------- | --------------- | ------ |
| Computer Games Magazine    | Н/Д             | [ 26 ] |
| Computer and Video Games   | [ 27 ]          | Н/Д    |
| Edge                       | 9/10            | Н/Д    |
| Electronic Gaming Monthly  | 6.875/10        | Н/Д    |
| Game Players               | 8.3/10          | Н/Д    |
| GameFan                    | 99/100 & 97/100 | Н/Д    |
| GameRevolution             | A−              | Н/Д    |
| GameSpot                   | 8.1/10          | 7/10   |
| Hyper                      | 90%             | Н/Д    |
| IGN                        | 8.6/10          | Н/Д    |
| N64 Magazine               | 91%             | Н/Д    |
| Next Generation            | [ 37 ]          | Н/Д    |
| Nintendo Life              | [ 38 ]          | Н/Д    |
| PC Gamer (Велика Британія) | Н/Д             | 68%    |
| PC Zone                    | Н/Д             | 9/10   |
| Video Games (DE)           | 90%             | Н/Д    |

Turok мала критичний і комерційний успіх, отримавши схвальні відгуки відеоігрових журналів і стала найпопулярнішою грою для Nintendo 64 на наступні кілька місяців після випуску. На веб-сайті агрегаторі оглядів Metacritic консольна версія Turok має рейтинг 85 % на базуючись на балах з тринадцяти оглядів.